# Karabin TKB-408
TKB-408 (ros. Тульское Конструкторское Бюро 408, ТКБ-408) – radziecki karabin szturmowy w układzie bullpup skonstruowany przez Germana Korobowa w 1946 roku. Prototyp został wykonany w KBP Tuła. TKB-408 wziął udział w zorganizowanych przez Armię Radziecką próbach przeprowadzonych w latach 1946–1947. W wyniku tych prób TKB-408 został odrzucony, a do uzbrojenia przyjęto karabinek AK.

## Opis
TKB-408 był bronią samoczynno-samopowtarzalną w układzie bullpup. Automatyka broni działa na zasadzie odprowadzania gazów prochowych. Zamek ryglowany przez przekoszenia. Komora zamkowa tłoczona z blachy stalowej. Rękojeść przeładowania po lewej stronie broni, nieruchoma podczas strzelania. Mechanizm spustowy z przełącznikiem rodzaju ognia. Skrzydełko przełącznika rodzaju ognia po lewej stronie komory zamkowej, nad chwytem pistoletowym. Bezpiecznik wewnątrz kabłąka spustowego, przed spustem. Magazynek łukowy, o pojemności 30 naboi. Zatrzask magazynka u dołu chwytu pistoletowego. Przyrządy celownicze mechaniczne. Kolba i łoże drewniane.